# クサソテツ
クサソテツ（草蘇鉄、英: Ostrich fern、学名: Matteuccia struthiopteris）は、コウヤワラビ科（分類によってはイワデンダ科 Woodsiaceaeに分類される）の多年生シダの一種。別名ガンソク。若芽はコゴミ（屈）といい山菜のひとつである。日本各地、中央ヨーロッパおよび北ヨーロッパ、北米大陸の北東部の河川敷や山麓の湿地に自生する。また観葉植物として庭に植えられることも多い。

## 名称
標準和名はクサソテツ（草蘇鉄）である。和名の由来は、草本性のソテツの意味で、太く直立する根茎やその先端から広がる葉の様子がソテツ科のソテツを思わせることによる。また、別にガンソクという異名がある。これは雁足の意味で、株の様子が鳥のガンの足のようであるからという。
山菜となる若芽は、多くの地域でコゴミの名でよばれている。「コゴミ」の名は、東北地方では小さくかがんでいる姿を「こごむ」というので、シダ類の若芽の先端が巻き込んだ姿が、かがんでいるように見えることからきている。地方によっては、「コゴミ」は別の食用シダを指していることもある。
そのほか方言名で、アオコゴミ、イチヤコゴミ、ガンソク、グサ、コゴメ、クグミ、ニワソテツ、ホンコゴミなど様々な呼び名がある。

## 分布・生育環境

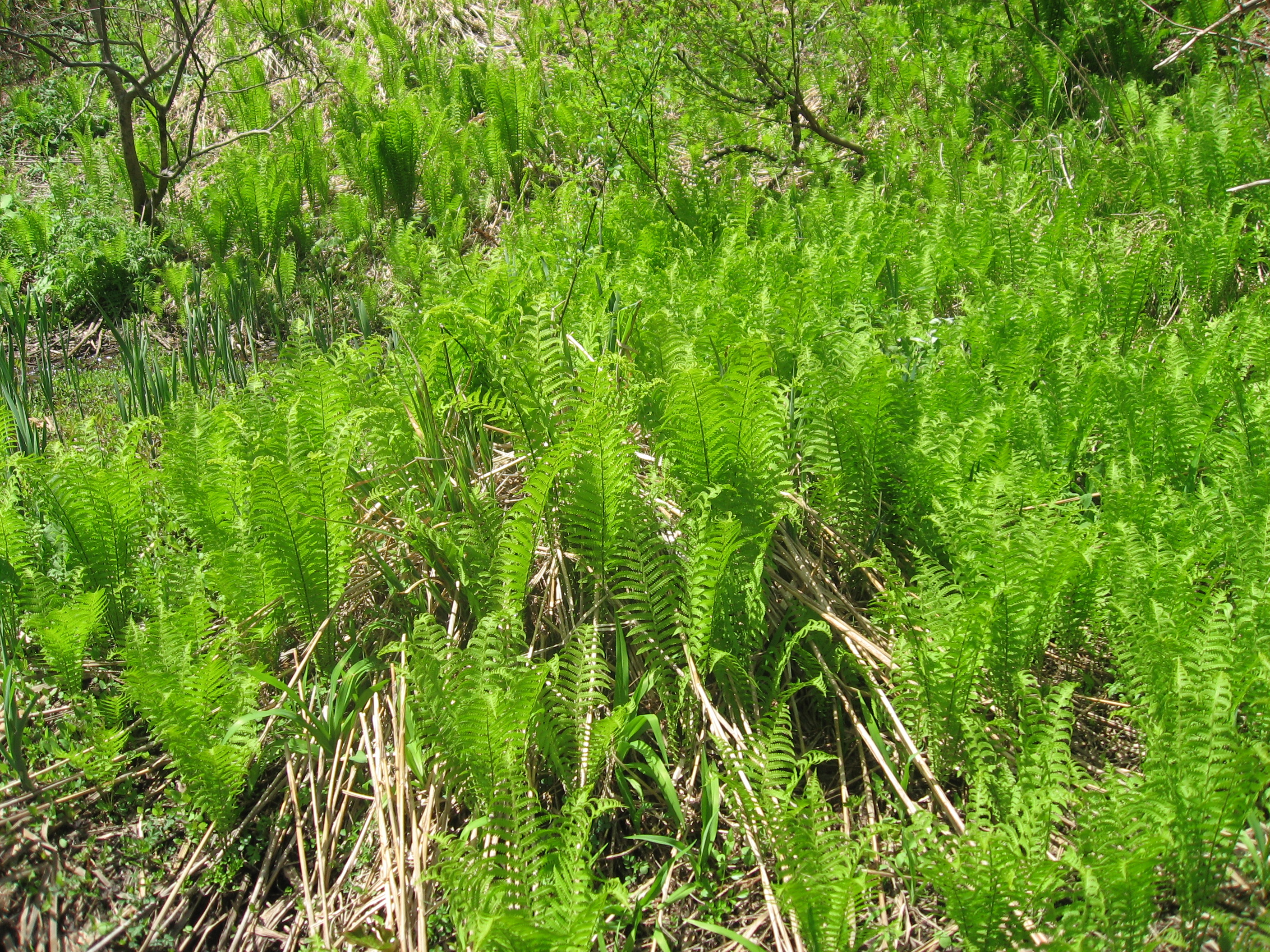
クサソテツの群生

原産地はアジア東部、北米、ヨーロッパとされる。東アジア、ヨーロッパ、北アメリカ東北部に分布し、日本では北海道、本州、四国、九州北部の各地に分布する。低山から深山の雑木林の中の木漏れ日が当たるような湿った場所や草原、渓流沿いなどに群生している。まれに平地の樹林内にも見られる。場所によっては、まばらに生えることもある。

## 形態・生態
落葉性の多年生シダ植物。根茎は地下を這って、匍匐茎を伸ばしながら直線的に生育範囲を広げていき、その先に新しい株を作る。根茎は太くて短く直立し、数十枚の葉を束生して、周囲に古い葉柄の基部が集まる。葉数は、生育年数や根株の大きさにもよるが、成熟株で6 - 15葉程度である。春になると地上から葉が渦を巻いた新芽をだし、これがコゴミとよばれている。
葉は栄養葉と胞子葉との区別がある。栄養葉は春に輪状に先が丸まった若芽を束生して、鮮緑色で無毛、草質で柔らかい。葉柄は鮮緑色で淡い縁取りがあり、葉切り口が三角形で、綿毛がまばらに鱗片がつく。完全に展開した栄養葉の外形は披針形で、長さは50 - 100センチメートル (cm) に達し、1回羽状複葉で深く切れ込む。側羽片は30 - 40対あり、中程より先端よりのものが一番長く、それより先では急に短くなる。根元に向けては次第に短くなり、葉柄は短い。栄養葉が生長してほとんど広がったあと、茶色い胞子葉が夏か秋に株の真ん中から出てくる。長さは栄養葉より短くて60 cm ほどあり、単羽状だが羽片はごく幅狭く、縁が裏側に巻いて裏面の胞子嚢群を包み込む。胞子嚢群は葉胞の背側に生じ、中肋の両側に2 - 3列に並んで9 - 11月に熟す。
4 - 5月ごろから萌芽が始まり、芽生えから4 - 5日間で15 - 20 cmまで生長する。春の若芽がだんだんと展開してゆき、夏の間は栄養葉が完全に展開し、8 - 9月ごろに胞子葉が出てくる。晩秋になると栄養葉は枯れて、胞子葉から胞子が飛散する。匍匐茎は、4 - 5年以上経過した根株から3 - 4本出て、その先に新芽が出て新しい根株となって増殖する。

## コゴミ

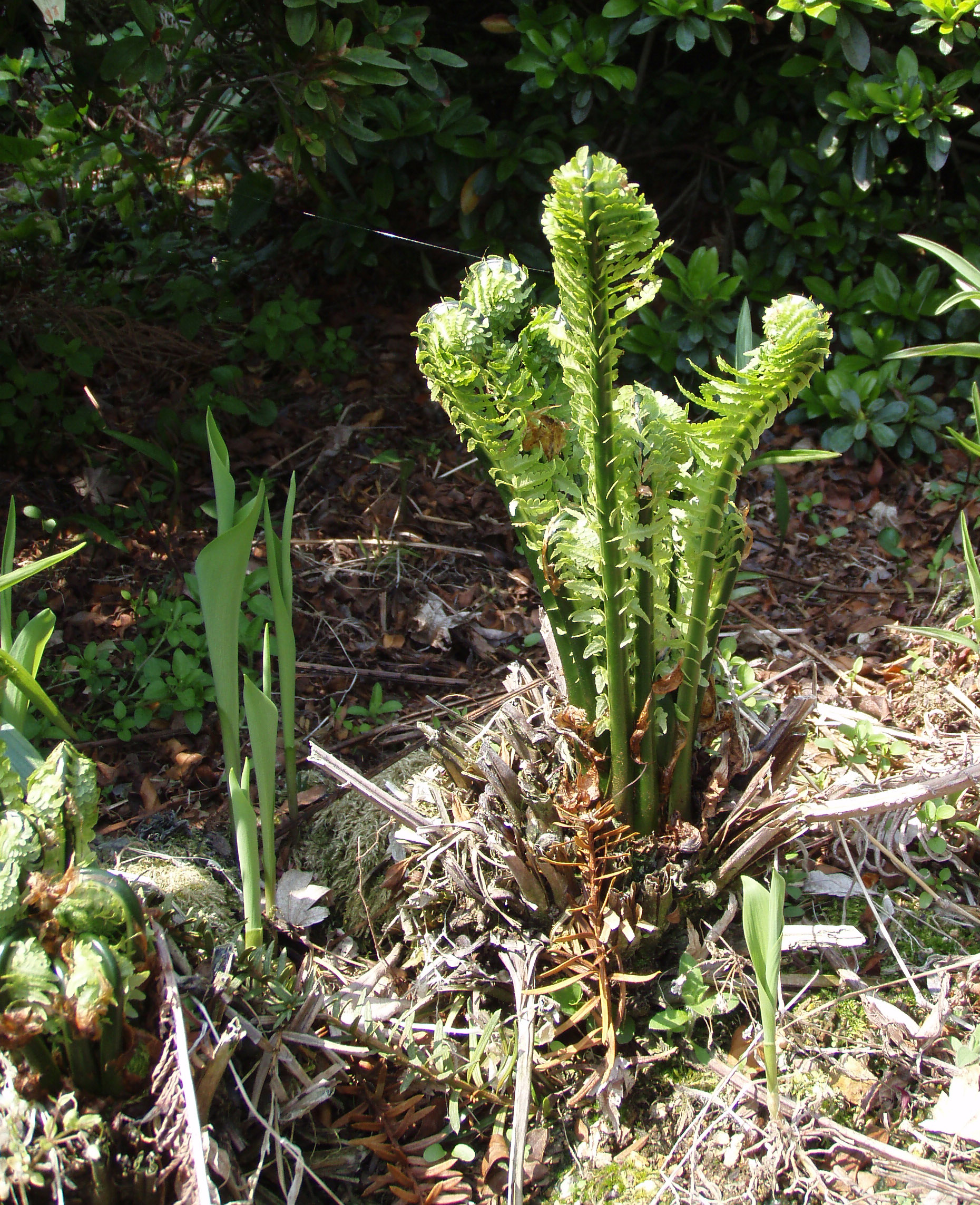
若芽は山菜名としてコゴミとよばれ、食べられる。

コゴミはクサソテツの春の若芽を利用する山菜名で、ワラビ、タラノメ、ウドなどとともに日本人には古くから馴染みが深く、シダ類の中では最も手軽に食用にされている。主に食用にするのは東北地方や中部地方で、コゴメ、カクマ、アオコゴミ、ホンコゴミなどの地方名でもよばれる。食用になるのは春に出る若芽の栄養葉で、葉柄の先が渦巻状に丸まった状態が食べごろで、これをすぎるとかたくて食べることができなくなる。夏に出る胞子葉は食用にならない。サクサクした食感と、かすかにぬめりがあり、多くの日本人に好まれる。コゴミのようにシダ類を食べる民族はそれほど多くないと見られており、日本の他には中国、東南アジアの地域で食べられている。

### 食用
雪深い東北地方では代表的な山菜の一つとして採取されており、高く伸びても芽先が巻いていていれば、手で軽く折れるやわらかい部分を摘み取っている。採取時期は低地や暖地では4 - 5月ごろ、高冷地や寒冷地では6月ごろで、一般に群生しているため、一度見つけるとたくさん収穫することができる。採取するときは、翌年のために1つの大きな株から出ている芽を摘み、小さな芽を何本か残すように1本ずつ丁寧に採るようにする。一般に自生しているものを採取したものが自家用で消費されるが、大量に採取したり促成栽培された栽培品も、生食用として市場に出回っている。早春の味覚として野菜並みに大衆化した山菜の一つであり、瓶詰めや缶詰に加工もされている。
茎が太く、先端の丸まっている部分が良く締まっているものが良品とされる。収穫量は少ないが、茎が赤いコゴミもある。食味はクセがなく、軽いぬめりと甘味があり、特有の香りと歯切れの良さがある。塩漬けで保存することができる。
他の山菜と比べて灰汁がないため、生か軽く茹でる程度ですぐに調理できるのが特徴である。さっと茹でておひたし、サラダ、マヨネーズやゴマなどの和え物、煮びたし、汁の実などにしたり、あるいは生のまま天ぷら、煮物、炒め物などにもよく利用される。たくさん採れたときは塩漬けや水煮、乾燥して保存することができる。
栄養的には植物性タンパク質を多く含み、カロテン、食物繊維、ビタミンCなどを含有する。繊維質はワラビほど多くは含んでいないため、やわらかく感じる。

### 栽培
山菜としての自生からの採取が多い中、農家によって栽培も行われている。作型としては、大別して露地栽培とハウス促成栽培がある。
露地栽培は、既存の畑に根株を植えて養生促成をはかる畑地栽培と、自生しているところで養生しながら増殖していく自生地栽培がある。産地は東北地方を中心に全国各地で行われている。根付けや除草の他は比較的労力がかからないことが利点であるが、出荷は山採りのものと競合することになる。クサソテツ（コゴミ）は半日陰で湿っているところを好む性質で、水はけが良く乾燥しすぎない土地であれば、さほど土質は選ばない。胞子繁殖は実用的ではなく、もっぱら繁殖は匍匐枝による繁殖が行われる。繁殖は、根株を定植してから周囲に匍匐枝が伸びて発生する小株に注意して養生する方法か、採取した匍匐枝を10 - 15 cmに切り取って伏せ込み床に伏せ込む方法がある。
畑地栽培では、定植用の根株の採取を気温が10度以下になった晩秋に行い、根が乾かないうちに畝に株間30 - 40 cmで定植する。2年目以降は、収穫後と7月に分けて施肥を行う。夏場は土壌の乾燥を防ぐために、水やりや遮光網で日よけを行うと良いとされる。収穫は、定植の翌春も可能であるが、本格的には2年目以降になる。自生地栽培は、雑草の発生が多くなるので雑草の払いを随時行う以外は、畑地栽培とほぼ同様である。
ハウス促成栽培は、加温する促成栽培と、無加温の半促成栽培がある。山形県や秋田県が産地になっており、早いものは12月からの出荷もみられる。露地栽培よりも早い時期に出荷できるが、伏せ込む根株を確保しておくことや、ハウスや電熱線などの施設が必要になる。
促成栽培では、晩秋に露地栽培で養生した根株か、自生地から掘り採ってきた根株を利用し、根株が乾燥しないように畑に埋蔵しておく。幅120 - 150 cm、深さ30 cmの温床をつくり、床に温床ケーブル（電熱線）を敷いて畑土を盛り、その上に根株を隙間無く並べてから土を入れて、さらにビニールでトンネルがけして保温する。管理方法はサーモスタットで地温を18 - 20度に保ちながら、表土が乾かないように適時水やりを行う。伏せ込み後、2週間から20日後に萌芽が始まり、その後7 - 10日経つと収穫できるまでに生長する。一つの株からは2回目の萌芽まで収穫できるが、3回目に伸びた葉は白っぽく弱々しいものであるので収穫されない。収穫が済んだ根株は弱っているため、直ちに掘り上げて養生畑に移植し、約2 - 3年の養生で再び促成栽培に使える根株になる。半促成栽培では、電熱線による保温を行わない以外は、促成栽培に準じた栽培方法で育成する。伏せ込みから萌芽までやや日数はかかるが、3月中旬 - 4月下旬ごろまで収穫できる。

## 植栽
葉の色形が良く、生長した葉の姿が見た目にも涼しげで繊細で美しいことから、日本庭園の下草などに利用して植えられる。